# Olimpiu Moruțan
Olimpiu Vasile Moruțan (Cluj-Napoca, 25 april 1999) is een Roemeens voetballer die onder contract staat bij Aris FC.

## Clubcarrière
Na een jeugdcarrière bij FC Universitatea Cluj stroomde hij door naar het eerste elftal in 2015. Na een seizoen voor het eerste gespeeld te hebben, tekende hij bij FC Botoșani. Aldaar wist hij de aandacht te trekken van enkele clubs, waaronder PSV. Eind 2017 tekende hij echter voor een 5-jarig contract bij FCSB.

### Galatasaray
In augustus 2021 maakte hij zijn eerste buitenlandse transfer naar Galatasaray, dat hem overnam voor € 3,5 miljoen na langdurige onderhandelingen. Ook hier tekende hij een 5-jarig contract. Op 29 augustus maakte hij zijn debuut in de competitiewedstrijd tegen Kasımpaşa SK, dat eindigde in een 2-2 gelijkspel. Hij maakte een assist aan landgenoot Alexandru Cicâldău, die de 1-0 binnentikte en speelde een belangrijke rol bij de 2-0 van zijn team. Hij kreeg lovende reacties uit de media voor zijn spel. Hij wist zijn potentie echter niet waar te maken en werd voor het seizoen erna verhuurd.

### AC Pisa
Voor het seizoen 2022/23 vertrok hij op huurbasis naar de Serie B om te spelen voor Pisa SC.

### Ankaragücü
Kort na de start van het seizoen 2023/24 werd hij voor 3 miljoen euro verkocht aan Ankaragücü.

## Interlandcarrière
Moruțan werd door trainer Adrian Mutu opgeroepen voor het Europees kampioenschap voetbal onder 21 in 2021. Hij speelde in alle drie de wedstrijden in de groepsfase.
In 2021 werd hij opgeroepen voor het Roemeens voetbalelftal. Hij debuteerde tijdens de wedstrijd tegen Armenië.

## Erelijst
FCSB
- Cupa României: 2019-20
- Supercupa României runner-up: 2020

Individueel
- Liga 1 Team van het Seizoen 2020-21[4]